# Tętnica pęcherzykowa
Tętnica pęcherzykowa (łac. arteria cystica) – w anatomii człowieka tętnica odchodząca zwykle od prawej gałęzi tętnicy wątrobowej właściwej (czasem z samego pnia tej tętnicy). Przy szyjce pęcherzyka żółciowego dzieli się na dwie gałęzie, które unaczyniają odpowiednio górną i dolną jego ścianę.